# Галимберти ди Вьетри, Пабло
Пабло Хайме Галимберти ди Вьетри (исп. Pablo Jaime Galimberti di Vietri; р. 8 мая 1941, Монтевидео ) — уругвайский римско-католический религиозный деятель, епископ Сан-Хосе-де-Майо (12.12.1983 — 16.05.2006), в настоящее время епископ епархии Сальто (с 16 мая 2006).

## Биография
Окончил Высшую духовную семинарию в Монтевидео, слушал лекции в Богословском институте Уругвая. Позже изучал теологию в Папском Григорианском университете в Риме (1965—1969). В 1969 служил дьяконом в Сент-Луисе (штат Миссури, США). Вернувшись в Уругвай, был рукоположен в священники 29 мая 1971 г.
Профессор феноменологии религии и догматической теологии в Богословском институте Уругвая.
Генеральный директор Национальной Епископальной Комиссии по делам неверующих и консультант Секретариата по делам неверующих (Рим).
12 декабря 1983 года стал епископом епархии Сан-Хосе-де-Майо.
16 мая 2006 года переведен епископом  епархии Сальто.
С 1998 по 2000 был заместителем председателя уругвайской епископской конференции (Conferencia Episcopal del Uruguay).